# Galeocerdo aduncus
Espèce
Galeocerdo aduncus est une espèce éteinte  de requins de la famille des Carcharhinidés. L'unique représentant du genre Galeocerdo actuel est le requin-tigre.

## Description
Ces restes fossilisés sont présents dans les faluns de Bretagne. On a retrouvé quelques rares os de Metaxytherium medium marqués de stries profondes notamment sur des côtes et il s'agit très probablement de morsures de requins. Celles-ci, d'après certains spécialistes, seraient le fait d'attaques d'un ou de plusieurs requins de grande taille (Carcharodon  megalodon, Galeocerdo aduncus…) qui devaient s'en alimenter.

## Description des dents
Les dents sont obliques, à couronne dentelée sauf l'apex. Les dents antérieurs et latérales ont un tranchant convexe. Elles sont composées d'une pointe principale courbée vers l'arrière, au tranchant généralement denticulé (mais lisse quand la dent est roulée). Le talon mésial n'est pas distinguable du reste de la couronne. Le talon distal est bien développé et est séparé du reste de la couronne par une encoche. Il montre un profil rectiligne à légèrement convexe et est denticulé de façon décroissante d'avant en arrière. La racine est bien développées et les branches dont entre elles un angle d'autant plus important que la dent est plus latérale. La limite couronne-racine est marquée à la face interne par un sillon net. Cette face interne est plus convexe que la face externe, qui elle présente un aplatissement. Les dents latérales sont similaires, mais avec une forme plus couchée.

## Publication originale
- Louis Agassiz. 1843. Recherches Sur Les Poissons Fossiles. Tome III (livr. 15-16). Imprimerie de Petitpierre, Neuchâtel, p. 157-390